# Cầy mangut xám Ấn Độ
Herpestes edwardsii là một loài động vật có vú trong họ Cầy mangut, bộ Ăn thịt. Loài này được E. Geoffroy Saint-Hilaire mô tả năm 1818.
Loài này chủ yếu được tìm thấy ở miền nam châu Á chủ yếu là Ấn Độ, Pakistan, Nepal, Sri Lanka và một số khu vực khác của châu Á. Chúng được du nhập vào quần đảo Adriatic, Bosnia và Herzegovina, Croatia, Serbia, Montenegro, Hy Lạp, Albani, Bulgary, Slovenia. Loài cầy mangut xám này thường được tìm thấy trong các khu rừng mở, cây bụi và các cánh đồng trồng trọt, thường xuyên gần gũi với con người cư trú. Nó sống trong hang, hàng rào và bụi, trong lùm cây, trú ẩn dưới những tảng đá hay bụi cây và thậm chí vào cống nước. Chúng rất táo bạo và tò mò nhưng thận trọng, ít khi mạo hiểm xa nơi trú ẩn. Nó trèo rất tốt. Thường được tìm thấy đơn lẻ hoặc theo cặp. Chúng ăn động vật gặm nhấm, rắn, trứng chim và chim non mới nở, rùa, thằn lằn và sự đa dạng của động vật. Dọc theo sông Chambal nó thỉnh thoảng ăn trứng Cá sấu Gharial. Chúng sinh sản trong suốt cả năm.

## Hình ảnh

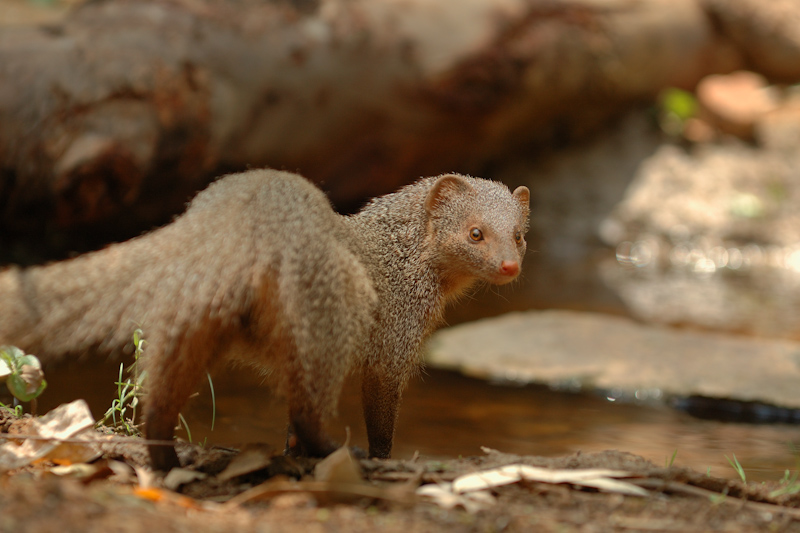
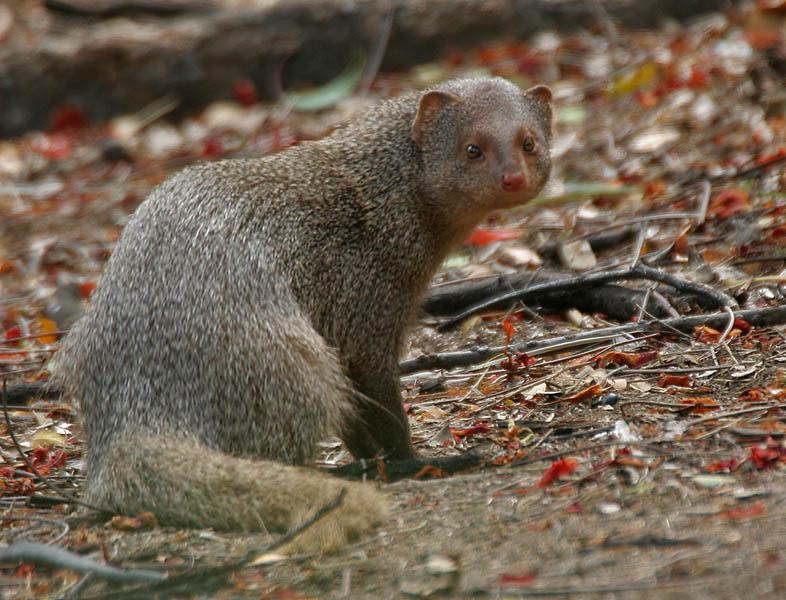
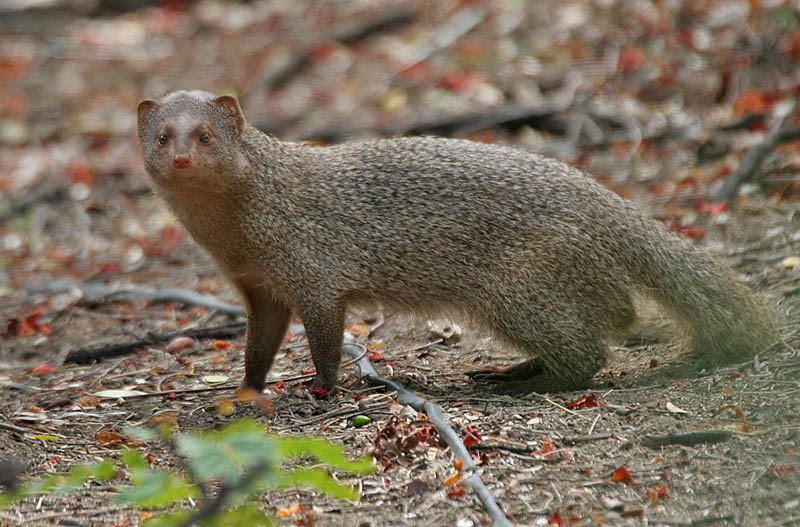
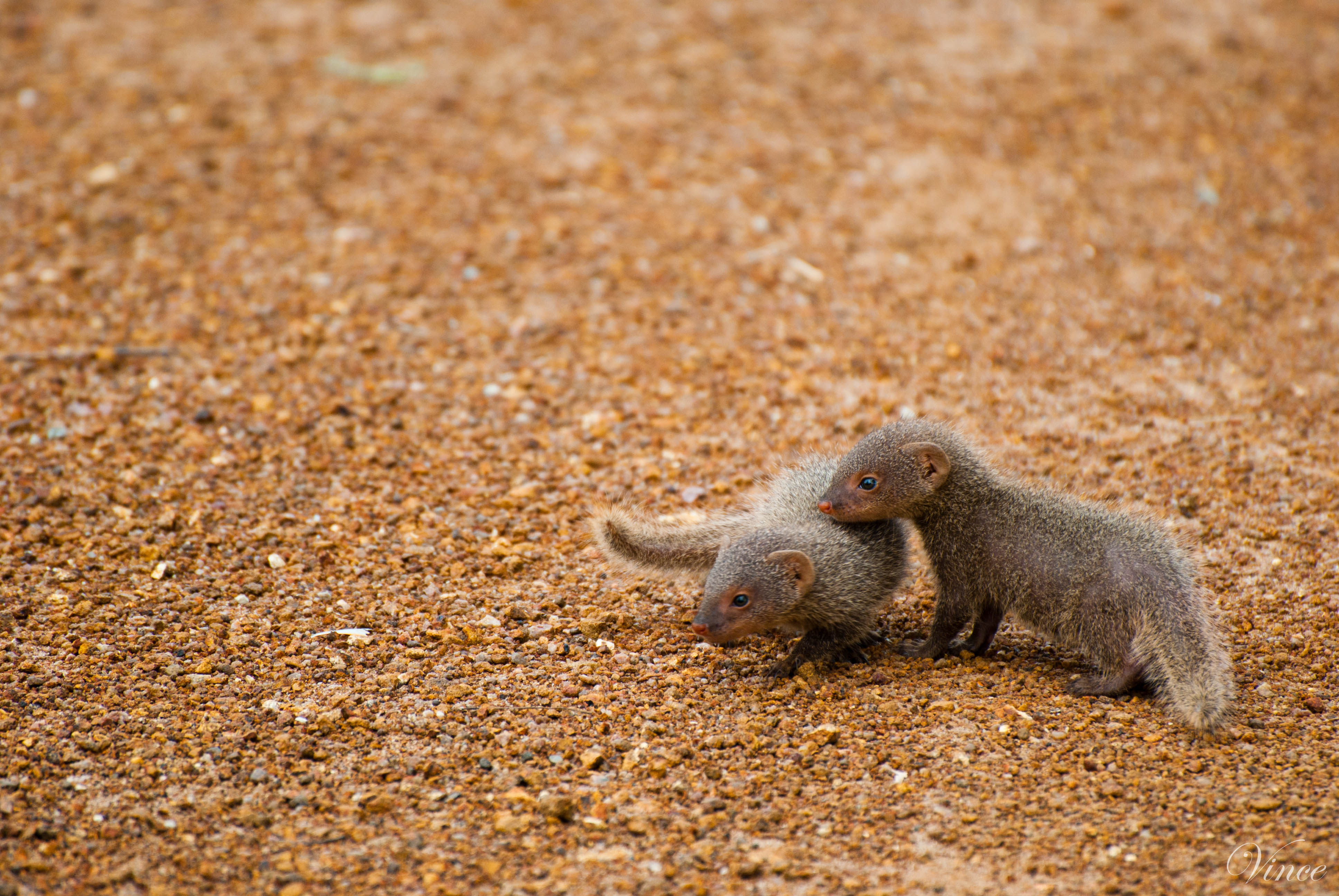